# Jacques Pierre Louis Puthod
Jacques Pierre Louis Marie Joseph Puthod, né le 28 septembre 1769 à Bâgé-le-Châtel dans l'Ain et mort le 31 mars 1837 à Libourne, en Gironde, est un général français de la Révolution et de l’Empire. 
Créé baron de l'Empire par Napoléon Ier le 23 mai 1810, il est élevé au rang de vicomte par ordonnance royale de Louis XVIII du 11 août 1822.

## Biographie

### L'ascension militaire
Il entre comme volontaire le 26 octobre 1785 au régiment de la Couronne (devenu 45e). Gendarme (sous-lieutenant), compagnie Dauphin, il rejoint son corps à Lunéville le 17 mars 1787. Ayant été licencié, il passe lieutenant au 3e bataillon de volontaires de l'Ain le 12 décembre 1791, et au régiment d'infanterie colonel-général le 20 mai 1792. Le 22 août suivant, admis à l'état-major général, il est nommé le 13 septembre, capitaine au même corps. Puthod est envoyé le 10 mars, par le ministre Beurnonville, en qualité de commissaire supérieur du pouvoir exécutif près l'armée du Rhin, pour la levée des 300 000 combattants décrétée le 24 janvier 1793. Confirmé dans son grade le 30 juillet, il se trouve à la défense de Lille. Le général Renauld, qui commande dans cette place, le nomme en récompense de sa conduite lieutenant-colonel le 3 octobre suivant. Adjudant-général chef de brigade le 13 juin 1795, Puthod fait avec beaucoup de distinction les campagnes de cette année à l'an VII, aux armées du Rhin et d'Italie. 
Le général Macdonald l'élève au grade de général de brigade sur le champ de bataille de la Trebia le 16 juin 1799. Il continue à servir dans les mêmes armées jusqu'à l'an IX. Le 17 juin 1800, au passage du Danube, il fait 4 500 prisonniers, prend 28 pièces de canon, leurs caissons et les bagages de l'ennemi. Le 11 juillet 1800, dans une charge à la baïonnette à la tête de trois bataillons, il emporte d'assaut le débouché du Tyrol, prend la ville de Füssen, fait 1 000 prisonniers et enlève sept pièces de canon. Le 29 novembre 1800, au passage de la Sala, il ramène 900 prisonniers, et s'empare de neuf pièces de canon à l'affaire de Valtz. Le lendemain il se distingue de nouveau devant Salzbourg où il prend trois pièces d'artillerie. Mis en non-activité le 23 septembre 1801, il obtient de l'emploi dans la 5e division militaire le 23 septembre 1802. Passé dans la 6e le 29 septembre 1803, le général Puthod est fait membre de la Légion d'honneur le 11 décembre 1803, et commandeur l'ordre le 14 juin 1804.

### Général de l'Empire
Il passe en l'an XIV à l’armée du Nord et commande à Colmar. En 1807 il dirige l'avant-garde au combat de Dirschaw et s'empare de cette ville. Au siège de Dantzig, son courage et ses talents concourent puissamment à la prise de cette ville. En 1808, Puthod passe en Espagne, y soutient sa réputation et est élevé le 24 novembre au grade de général de division. Il prend le 15 octobre 1809 le commandement de la 4e division d'infanterie du 4e corps de l'armée d'Allemagne, et il est créé baron de l'Empire le 23 mai 1810. Il commande la 25e division militaire le 21 avril 1810. Remplacé le 24 août 1811, il reçoit l'ordre le 4 octobre suivant d'aller prendre le commandement de la 31e division militaire. Le 20 janvier 1813 il passe à la 2e division du corps d'observation de l'Elbe. Le 31 mai il combat la Garde royale prussienne et la force à évacuer Breslau. 
Les 19, 20, 21 et 22 août, le général Puthod soutient des combats aux environs de Goldberg ; mais forcé par suite des mouvements de l'armée de se retirer sur la Bober dans la nuit du 26 au 27, il veut en vain passer ce torrent accru par des pluies subites. Quoique Puthod a en tête un ennemi dix fois plus nombreux que lui, il le combat pendant deux jours avec un courage inouï. Déterminé à se faire un passage, il gagne les hauteurs de Plagwitz et attend son salut de sa bravoure et des fautes de l'ennemi. Sa division, forte d'abord de 9 000 hommes, se trouve réduite à 3 000. Attaqué par une armée entière, il sent qu'une plus longue résistance devient inutile. Il consent à se rendre le 29, à Löwemberg. Le général Puthod ne revient en France qu'après l'abdication de l'Empereur.

### Au service du roi

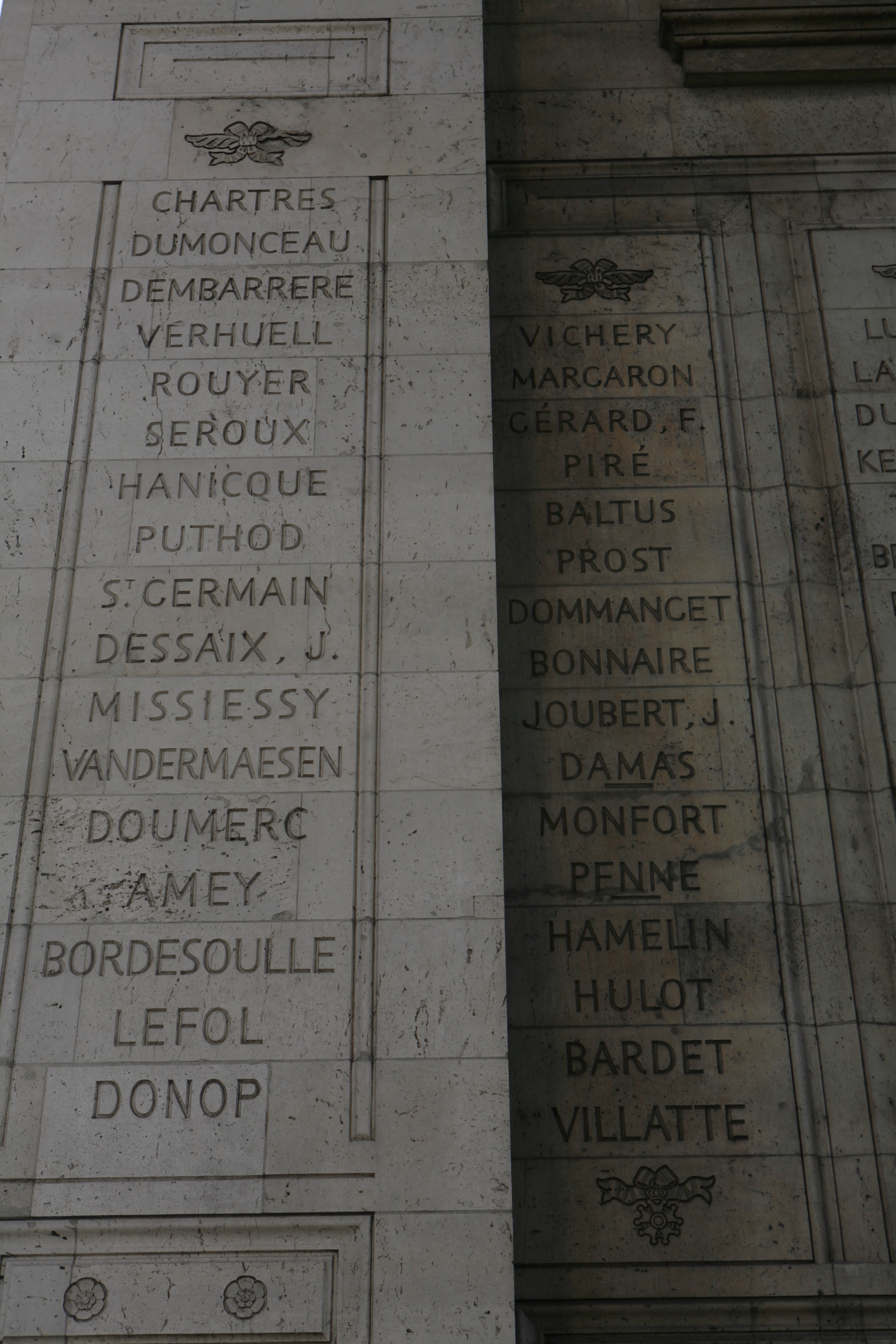
Noms gravés sous l'arc de triomphe de l'Étoile : pilier Ouest, 1ère et 2e colonnes.

Nommé par le roi chevalier de Saint-Louis, et inspecteur général d'infanterie dans le département du Haut-Rhin le 29 juillet 1814, Puthod est appelé le 9 mai 1815 au commandement des gardes nationales de la 19e division militaire. En juillet 1815 il porte avec les généraux Philibert Jean-Baptiste Curial et Joseph Puniet de Monfort la soumission de l'armée des Alpes au roi Louis XVIII. Après avoir rencontré le maréchal Gouvion Saint-Cyr, ministre de la Guerre, il est le seul à se présenter aux Tuileries mais est mal reçu par le duc de Berry (celui-ci ayant confondu son nom avec celui du général Pacthod qui a fait une proclamation violente contre les Bourbons). Mis en non-activité le 14 août, et compris dans le cadre d'organisation comme disponible le 30 décembre 1818, il reçoit le commandement de la 14e division militaire le 30 mars 1820, et le titre de grand officier de la Légion d'honneur le 1er mai 1821. Il est créé vicomte par ordonnance royale du 11 août 1822.
Mis en disponibilité le 1er octobre 1829, et compris dans le cadre de réserve le 7 février 1831, il passe dans le cadre d'activité le 12 août suivant. Admis à la retraite le 1er octobre 1834, le général Puthod meurt à Libourne le 31 mars 1837. 

## Hommages, postérité
Son nom est inscrit sur l'arc de triomphe de l'Étoile, côté Nord. Un buste en bronze le représentant réalisé par Jean-Auguste Barre est érigé en 1842 à Bâgé-le-Châtel. Il est déboulonné et envoyé à la fonte sous le régime de Vichy, dans le cadre de la mobilisation des métaux non ferreux. Un buste de remplacement en pierre est installé en 2004, à l'initiative du Docteur Joseph Réty, bâgésien et comme lui chevalier de la Légion d'honneur.